# Winthemia aureonigra
Winthemia aureonigra là một loài ruồi trong họ Tachinidae.